# Campeonato de Clubes Mekong
El Campeonato de Clubes Mekong fue un torneo de fútbol a nivel de clubes del Sureste de Asia que sedisputó cada año y fue organizado por la Federación de fútbol de la ASEAN y patrocinado por la empresa Toyota.

## Historia
El torneo fue creado en el año 2014 en sustitución del desaparecido Campeonato de Clubes de la ASEAN, el cual desapareció en el año 2005.
A diferencia del torneo anterior, en este por el momento solo participan los equipos campeones de liga de Laos, Vietnam, Camboya, Birmania y Tailandia, aunque se espera que también participen las otras federaciones del Sureste de Asia.

## Ediciones anteriores
| 2014 | Binh Duong   | Becamex Binh Duong   | 4 - 1   | Ayeyawady United       | Phnom Penh Crown   | 2 - 0 | Hoang Anh Attapeu |
| 2015 | Bangkok      | Buriram United       | 1 - 0   | Boeung Ket Angkor      | Becamex Binh Duong |       |                   |
| 2016 | Pathum Thani | Buriram United       | 0-1 2-0 | Lanexang United        | Boeung Ket Angkor  |       |                   |
| 2017 | Varias Sedes | Muangthong United FC | 3-1 4-0 | Sanna Khánh Hòa BVN FC | Lao Toyota         |       |                   |

## Títulos por equipo
| Equipo                 | Títulos        | Finalista | 3.er lugar |
| ---------------------- | -------------- | --------- | ---------- |
| Buriram United         | 2 (2015, 2016) | 0         | 0          |
| Becamex Binh Duong     | 1 (2014)       | 0         | 1 (2015)   |
| Muangthong United      | 1 (2017)       | 0         | 0          |
| Boeung Ket Angkor      | 0              | 1 (2015)  | 1 (2016)   |
| Ayeyawady United       | 0              | 1 (2014)  | 0          |
| Sanna Khánh Hòa BVN FC | 0              | 1 (2017)  | 0          |
| Lanexang United        | 0              | 1 (2016)  | 0          |
| Phnom Penh Crown       | 0              | 0         | 1 (2014)   |
| Lao Toyota             | 0              | 0         | 1 (2017)   |

## Títulos Por País
| # | País      | Títulos | Finalista | 3.er lugar |
| - | --------- | ------- | --------- | ---------- |
| 1 | Tailandia | 3       | 0         | 0          |
| 2 | Vietnam   | 1       | 1         | 1          |
| 3 | Camboya   | 0       | 1         | 2          |
| 4 | Birmania  | 0       | 1         | 0          |
| 4 | Laos      | 0       | 1         | 1          |